# Ferrari 643

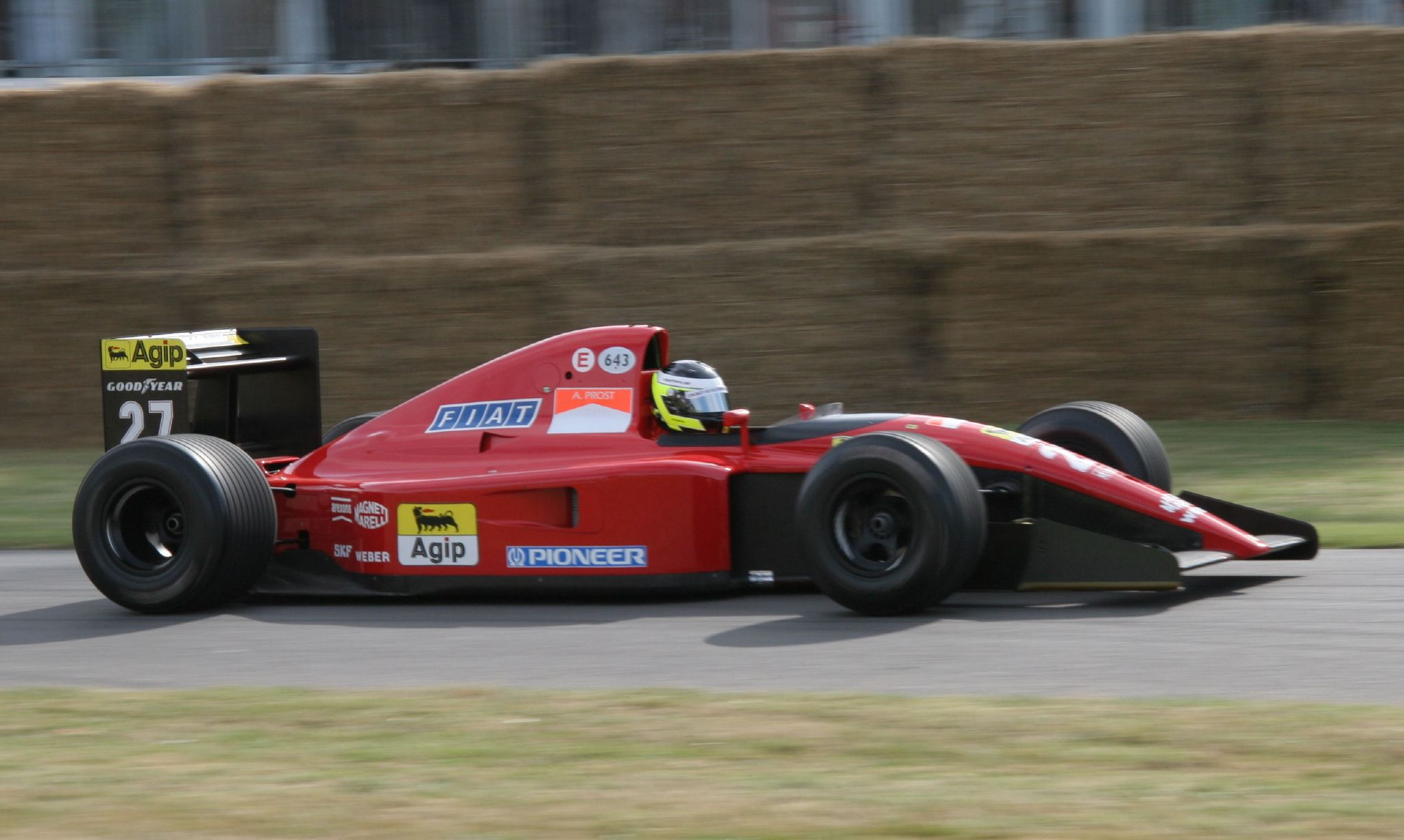
Der 1991er Ferrari F1 643 von Alain Prost beim Goodwood Festival of Speed 2006

Der Ferrari 643 war ein Formel-1-Rennwagen, mit dem die Scuderia Ferrari 1991 an der Formel-1-Weltmeisterschaft teilnahm. Konstruiert wurde das Auto von Steve Nichols, Jean-Claude Migeot, Paolo Massai und Luigi Mazzola.

## Technik und Entwicklung
Nach den Testfahrten im Winter zählte Ferrari zum engsten Favoritenkreis. In der Formel-1-Weltmeisterschaft 1991 war der Wagen aber McLaren und Williams unterlegen. Nachdem Teamchef Cesare Fiorio entlassen worden war und Alain Prost den Teamverantwortlichen Claudio Lombardi, Piero Ferrari und Marco Piccinini Vorwürfe gemacht hatte, wurde er durch Gianni Morbidelli ersetzt. Der V-12-Motor (65 Grad Zylinderbankwinkel) im Gusseisenblock (125 kg) drehte rund 14.800/min und leistete gegen 735 PS (540 kW). Der Wagen hatte ein Tankvolumen von 215 l und wog insgesamt 505 kg. Das Siebengang-Halbautomatikgetriebe baute Ferrari selbst. Es wurden fünf Chassis vom Ferrari 643 in Maranello gebaut.

## Fahrer
Die Piloten Alain Prost und Jean Alesi platzierten sich regelmäßig unter den ersten drei. Ein Sieg gelang ihnen aber nicht. Zum ersten Mal seit 1986 gewann Ferrari keinen Grand Prix in der Formel 1. Testfahrer Gianni Morbidelli ersetzte den entlassenen Alain Prost beim Saisonfinale und wurde Sechster beim Großen Preis von Australien.

## Lackierung und Sponsoring
Die Lackierung der Autos wurde im traditionellen Ferrari-Rot gehalten.

## Resultate
| Fahrer               | Nr.                  | 1 | 2 | 3 | 4 | 5 | 6 | 7 | 8   | 9   | 10  | 11  | 12  | 13  | 14 | 15  | 16  | Punkte | Rang |
| -------------------- | -------------------- | - | - | - | - | - | - | - | --- | --- | --- | --- | --- | --- | -- | --- | --- | ------ | ---- |
| Formel-1-Saison 1991 | Formel-1-Saison 1991 |   |   |   |   |   |   |   |     |     |     |     |     |     |    |     |     | 55,5*  | 3    |
| A. Prost             | 27                   |   |   |   |   |   |   | 2 | 3   | DNF | DNF | DNF | 3   | DNF | 2  | 4   |     | 55,5*  | 3    |
| J. Alesi             | 28                   |   |   |   |   |   |   | 4 | DNF | 3   | 5   | DNF | DNF | 3   | 4  | DNF | DNF | 55,5*  | 3    |
| G. Morbidelli        | 27                   |   |   |   |   |   |   |   |     |     |     |     |     |     |    |     | 6   | 55,5*  | 3    |

* 16 Punkte wurden mit dem Ferrari 642 herausgefahren.
| Legende  | Legende            | Legende                                                          |
| Farbe    | Abkürzung          | Bedeutung                                                        |
| -------- | ------------------ | ---------------------------------------------------------------- |
| Gold     | –                  | Sieg                                                             |
| Silber   | –                  | 2. Platz                                                         |
| Bronze   | –                  | 3. Platz                                                         |
| Grün     | –                  | Platzierung in den Punkten                                       |
| Blau     | –                  | Klassifiziert außerhalb der Punkteränge                          |
| Violett  | DNF                | Rennen nicht beendet (did not finish)                            |
| Violett  | NC                 | nicht klassifiziert (not classified)                             |
| Rot      | DNQ                | nicht qualifiziert (did not qualify)                             |
| Rot      | DNPQ               | in Vorqualifikation gescheitert (did not pre-qualify)            |
| Schwarz  | DSQ                | disqualifiziert (disqualified)                                   |
| Weiß     | DNS                | nicht am Start (did not start)                                   |
| Weiß     | WD                 | zurückgezogen (withdrawn)                                        |
| Hellblau | PO                 | nur am Training teilgenommen (practiced only)                    |
| Hellblau | TD                 | Freitags-Testfahrer (test driver)                                |
| ohne     | DNP                | nicht am Training teilgenommen (did not practice)                |
| ohne     | INJ                | verletzt oder krank (injured)                                    |
| ohne     | EX                 | ausgeschlossen (excluded)                                        |
| ohne     | DNA                | nicht erschienen (did not arrive)                                |
| ohne     | C                  | Rennen abgesagt (cancelled)                                      |
| ohne     | keine WM-Teilnahme |                                                                  |
| sonstige | P/fett             | Pole-Position                                                    |
| sonstige | 1/2/3/4/5/6/7/8    | Punktplatzierung im Sprint-/Qualifikationsrennen                 |
| sonstige | SR/kursiv          | Schnellste Rennrunde                                             |
| sonstige | *                  | nicht im Ziel, aufgrund der zurückgelegten Distanz aber gewertet |
| sonstige | ()                 | Streichresultate                                                 |
| sonstige | unterstrichen      | Führender in der Gesamtwertung                                   |